# Amphisbaena silvestrii
Amphisbaena silvestrii är en ödleart som beskrevs av  George Albert Boulenger 1902. Amphisbaena silvestrii ingår i släktet Amphisbaena och familjen Amphisbaenidae. Inga underarter finns listade i Catalogue of Life.